# مناخ السر الأول
مناخ السر الأول، هو مناخ حدث في عام ( 22 ذي الحجة 861هـ / 29 نوفمبر 1456م) بين قبيلة عنزة ضد قبيلة الظفير وحُلفاؤهم حرب وبني حسين في أرض السر بالقُرب من منطقة الداودمي، حيث انتهت المعركة بانتصار قبيلة عنزة وإلحاق الهزيمة في الظفير وحلفاؤها.

## المعركة
يقول الدكتور عبدالله بن محمد البسام في كتابه (تُحفة المشتاق في أخبار نجد والحجاز والعراق): عندما دخلت سنة 861 هـ: (أولها يوم الإثنين 29 نوفمبر سنة 1456م)
بدأ مناخ الظفير وعنزة على السر:
حيث حشدت قبائل عنزة ومعهم فريح بن طامي بن فريح رئيس بوادي آل كثير، وتناوخوا هم والظفير ومن معهم من حرب وبني حسين وذلك في أرض السر، كما وأقاموا في مناخهم نحو عشرين يومًا وصارت الدائرة على الظفير وأتباعهم، وغنموا منهم قبيلة عنزة وأتباعهم من الإبل والأغنام والبيوت والأمتعه والأثاث شيئًا كثيرًا، وقُتل من الفريقين عدد كثير وممن قُتل من مشاهير قبيلة عنزة وهم:
صنيتان بن بكر، ونايف الدبداب، وحصن آل قاعد، ومن الظفير وأتباعهم: خلف بن مانع السويط، وصالح بن كنعان، و رجا بن جاسر، ومن قبيلة حرب: مناحي الفرم، وسرحان بن مضيان، و نقا بن زهمول.

## أنظر أيضاً
- قبيلة عنزة

- قبيلة الظفير

- بني حسين

- قبيلة حرب

نجد